# 倪維哲
倪維哲，字仁卿，福建晋江县人。明朝官员。

## 生平
永乐二年（1404年），倪維哲中式甲申科三甲进士。成祖命解缙遴选英敏者二十八人，任翰林院庶吉士，入文渊阁读书，倪維哲名列其中。散馆授刑部主事，不久，升郎中，后卒。倪維哲工书法，以文才著称。清道光《晋江县志》有传。